# Tualang Dalam
Tualang Dalam is een bestuurslaag in het regentschap Aceh Timur van de provincie Atjeh, Indonesië. Tualang Dalam telt 357 inwoners (volkstelling 2010).